# Trinaxodòntids
Els trinaxodòntids (Thrinaxodontidae) són una família de cinodonts extints que visqueren entre el Permià mitjà i el Triàsic inferior. Aquest grup inclou els gèneres Thrinaxodon, Nanictosaurus, Nanocynodon, Novocynodon i, possiblement, Bolotridon i Platycraniellus. Tots els representants d'aquest grup tenen un paladar secundari ossi. Són membres basals del clade dels epicinodonts. Alguns estudis els consideren un grup parafilètic i els veuen més com a grau evolutiu dels epicinodonts basals que com a clade autèntic.